# Barbados Billie Jean King Cup-lag
 Barbados Billie Jean King Cup-lag representerar Barbados i tennisturneringen Billie Jean King Cup, och kontrolleras av Barbados tennisförbund. 

## Historik
Barbados deltog första gången 1993. Bästa resultatet är femteplatsen i Grupp II 1999.